# With The Beatles
With The Beatles és el segon LP de The Beatles, llençat al mercat el 22 de novembre de 1963. Va ser enregistrat tan sols quatre mesos després del primer, Please Please Me. L'àlbum conté vuit composicions originals del grup incloent-hi la primera de George Harrison, Don't Bother Me, i sis d'altres compositors que formaven part del seu repertori habitual als concerts.
Ja se n'havien encarregat mig milió de còpies abans de sortir al mercat i se'n van vendre un altre mig milió fins al setembre del 1965, cosa que el convertí en el segon àlbum de la història que venia un milió de còpies al Regne Unit. Es va mantenir en el Nº 1 de les llistes de vendes durant 21 setmanes, desplaçant Please Please Me, i fent així dels Beatles l'únic grup de la història en ocupar el primer lloc durant 51 setmanes consecutives.
La major part de les cançons també van ser editades als Estats Units en un àlbum anomenat Meet the Beatles! (amb la mateixa fotografia de coberta) el 20 de gener del 1964. Fou el primer LP del grup pel mercat nord-americà i el que els va obrir les portes de l'èxit en aquell país.

## Crèdits
- George Harrison - Guitarra, Veus
- John Lennon - Guitarra, Harmònica, Veu solista
- Paul McCartney - Baix, Veu solista
- Ringo Starr - Bateria, Maraques, Veus
- George Martin - Producció, Piano
- Tony Barrow - Notes a la contracoberta
- Robert Freeman - Fotografia de coberta

## Llista de Cançons
1. It Won't Be Long (Lennon/McCartney)
2. All I've Got to Do (Lennon/McCartney)
3. All My Loving (Lennon/McCartney)
4. Don't Bother Me (Harrison)
5. Little Child (Lennon/McCartney)
6. Till There Was You (Willson)
7. Please Mister Postman (Dobbin/Garrett/Garman/Brianbert)
8. Roll Over Beethoven (Berry)
9. Hold Me Tight (Lennon/McCartney)
10. You Really Got a Hold on Me (Robinson)
11. I Wanna Be Your Man (Lennon/McCartney)
12. Devil in Her Heart (Drapkin)
13. Not a Second Time (Lennon/McCartney)
14. Money (Bradfort/Gordy)